# 마이크로소프트 한글 입력기
마이크로소프트 한글 입력기는 마이크로소프트 윈도우에서 지원하는 한글 입력기 요소로, 윈도의 일부로 제공되기 때문에 한글 IME의 사실상 표준이다. MS 한글 IME의 이후 버전은 마이크로소프트 오피스에 포함되어 있기도 하다.
윈도우 95가 나오면서 Win32 환경에서 한중일 통합 IME 프로토콜이 최초로 제정되었는데, 이를 따라 개발한 첫 버전이 MS IME 4.0이다. 그 뒤 윈도우 98/2000/ME의 IME는 5.0으로 버전이 올랐으며(전반적인 사용자 인터페이스 고침, 한자 뜻·음 더함, 유니코드 프로토콜, 확장 한자 지원 등), 윈도/오피스 XP와 함께 TSF 모듈을 최초로 도입한 6.1이 나왔다. 
운영 체제 개발사에서 직접 개발하는 소프트웨어이기 때문에 각 운영 체제마다 적합한 형태의 IME가 존재하며, 고급 기능을 쓰지 않는한 별도의 DLL을 부르지 않기 때문에 가벼운 형태이다. TSF 모듈과는 다른 파일로 구현되어 있으며, 한국어 UI와 영어 UI를 같이 제공한다.

## 한글 입력 지원
한글 두벌식, 세벌식 390, 세벌식 최종 자판을 지원하며, 이어치기 말고 특별한 입력 기능은 없다. 오피스 XP 플러스 팩부터 옛 한글 입력기가 TSF를 기반으로 더해졌다고 한다.
두벌식 자판은 닿소리(자음)를 조합해서 ㄽ, ㄶ 같은 겹받침 낱자도 바로 입력할 수 있는 것이 특징이다. 자음을 입력한 후 한자글쇠를 누르면 전각 심볼 문자를 넣을 수 있다.

## 한자 입력 지원
IME 모듈은 한글 독음으로 한자를 입력할 수 있고, 조합이 끝난 한글도 한자로 바꿀 수 있다. IME 설정에서 '확장 한자 입력하기' 옵션을 체크하면 KS X 1001에 있는 4888자와 함께 KS X 1002의 확장 한자 2856자(파란색)를 더 지원한다.
한자는 단순히 코드 순(부수-획수 순)이 아니라 빈도 순으로 배열되어 있다. 곧, ‘가’를 한자로 바꾸어 보면 伽가 처음이 아니라 가장 많이 사용되는 家가 처음으로 나온다. 이것은 한/글(2002 제외)의 한자 입력 방식과 유사하지만 빈도수의 근거는 알려져 있지 않다.
TSF 모듈의 경우는 한자와 관련한 기능을 더 많이 제공한다. 유니코드에서 기본 한자 영역과 확장 A 영역 한자(27786글자)를 독음으로 넣을 수 있고 부수와 획수로도 입력할 수 있으며, TSF 프로토콜을 써서 여러 글자로 된 낱말을 한꺼번에 한자로 바꿀 수도 있고 낱말 등록도 할 수 있다. 한자를 한글로 도로 바꿀 수도 있다. IME 2003부터는 탭 글쇠를 눌러 펼쳐보여주는 기능을 제공한다. 물론 이러한 이미 입력된 글자를 다시 다른 글자로 재변환하는 기능은 윈도우 98, 윈도우 2000에서도 지원하고 있는 기능이다.
윈도우 비스타부터 제한적으로 단어 단위로 한자 입력이 가능해졌다.(윈도우 XP의 경우 오피스 2007을 설치하면 사용할 수 있다.)

## 단점과 문제점
- 세벌식 최종 자판은 "가 네 개나 있는 등, 기호 배열이 몇 개 틀려 있었으나, 윈도우 비스타에서 그 오류가 고쳐졌다. 하지만 완전한 수정은 아니기 때문에 전각 문자에서는 잘못된 글자가 찍히며, 화상 키보드의 배열은 수정되지 않았다.
- 드보락 자판을 지원하지 않는다.
- 윈도우 비스타부터 단어 단위 한자 입력이 가능해졌으나, 이를 지원하는 프로그램은 극히 제한적이다.
- 한자 음훈에 오류가 상당히 많다. (한자 훈은 IME 모듈과 TSF 모듈이 서로 다른 경우가 있으며, IME에서 제대로 돼 있는 훈이 TSF 모듈에서 잘못돼 있거나 그 반대인 경우가 있다.)
  - 글자 단위 오류: 經·经 지알 경, 陽·阳 별 양, 麗·丽 고을 려, 慈 사람 자, 眄 애꾸는눈 면, 立 설사 립, 銹·锈 녹 쓸 수
  - 필요 없는 문장 부호 포함: 劝 권할, 권 / 䭽 무리. 군 (수정되었다)
  - 띄어쓰기가 전혀 없는 경우: 䨎 깊숙하고그윽한모양 홍, 䀄 그릇에가득찬모양 몽, 㿳 손발의피부검을 치, 䁐 눈우묵하게들어갈 영, 䁢 눈아름다운모양 선, 䀛·䀜 눈가늘게뜨고볼 매
  - 음 오류: 榒 녘 (ㅋ 종성으로 적어야 할 이유가 없으므로 '녁'이 되는 것이 옳다), 㔹를 (반절로 盧則切로, '륵'으로 재구되어야 옳다.)
- 자음 + 한자 키로 입력하는 특수 문자에, KS X 1001에 있는 기호임에도 °(각도 기호)가 없다. 비슷하게 생긴 기호로 ㄱ+한자로 입력 가능한 ˚ 기호가 있지만, 이는 각도 기호는 아니다. 반면 전각 문자 Ｆ는 본래 전각 라틴 알파벳이 모여 있는 ㅍ+한자뿐만 아니라 단위 기호가 있는 ㄹ+한자에도 중복으로 배당되어 있다.[1]
- IME모듈이 IMR_DOCUMENTFEED/IMR_RECONVERTSTRING을 제대로 지원하지 않는다. IMR_DOCUMENTFEED/IMR_RECONVERTSTRING을 지원하는 애플리케이션의 경우 이미 입력된 문자를 수정하는 고급기능의 구현이 가능하며, 그 일례로 이미 입력된 글자를 낱자단위로 지우거나 한영 자동전환 같은 기능을 IME 차원에서 구현할 수 있다.
- 영어 전자 반자 전환 기능이 Alt+= 로 되어 있는데, MS Office 단축키 중 수식 입력기와 중복되어 해당 단축키를 사용할 수 없다.
- 전각 문자 자판에서 백슬래시를 입력하면 전각 백슬래시 대신 전각 원화 기호가 입력된다.

## 그 밖의 기능
TSF 모듈은 글쇠 배열을 화면으로 보여 주고 마우스 클릭으로 키 입력 효과를 내는 소프트 키보드 기능을 지원한다.
그리고 MS 오피스로 관련 기능을 더 설치하고 나면, IME와 TSF 모두 포인팅 장비를 통한 필기 인식 기능을 쓸 수 있다. (참고로, 영문 오피스는 필기 인식뿐만 아니라 소리 인식도 TSF 모듈을 통해 지원한다.)

## 참고 문헌
- 김용묵. “그림으로 보는 한글 IME 리포트” (PDF).

1. ↑  다음 버전 개발 근황 2, 김용묵. 2018년 1월 13일